# Giorgi Makaridze
Giorgi Makaridze (Tiflis, 31 de marzo de 1990) es un futbolista georgiano que juega de portero en el F. C. Iberia 1999 de la Erovnuli Liga. Es internacional absoluto con la selección de fútbol de Georgia.

## Trayectoria
Natural de Tiflis, la capital de su país, se formó en el F. C. Dinamo Tiflis hasta llegar a la primera plantilla. Posteriormente jugó en el fútbol francés con Le Mans F. C., en el fútbol chipriota con Doxa Katokopias antes de jugar durante varias temporadas en la liga portuguesa con C. D. Feirense, Moreirense F. C., Rio Ave F. C. y Vitória Setúbal.
El 13 de septiembre de 2020 firmó con la U. D. Almería de la Segunda División de España. Desde el club turco del Erzurumspor se afirmaba que el guardameta georgiano había firmado un precontrato con ellos.
En su segundo año en Almería logró el ascenso a la Primera División, pero días después del éxito el club informó que no seguiría tras acabar su contrato en junio. Entonces se marchó a la S. D. Ponferradina, equipo que anunció su contratación el 4 de julio para una temporada. No la completó, ya que el 9 de enero rescindió su contrato después de que el club aceptara su petición de marcharse.
El 11 de enero de 2023 firmó por el Club Sport Marítimo hasta 2024, regresando así al fútbol portugués. Dejó el equipo antes de lo previsto y estuvo un tiempo como agente libre hasta que en febrero de 2024 fichó por el S. C. Covilhã. Allí terminó la temporada y en el mes de julio volvió a Georgia para jugar en el F. C. Iberia 1999.

## Selección nacional
Makaridze fue internacional sub-17, sub-19 y sub-21 con la selección de fútbol de Georgia, antes de convertirse en internacional absoluto el 17 de octubre de 2007, en un partido de clasificación para la Eurocopa 2008, frente a la selección de fútbol de Escocia, que terminó con victoria por 2-0 del combinado georgiano.

## Clubes
| Club                | País     | Año       |
| ------------------- | -------- | --------- |
| F. C. Dinamo Tiflis | Georgia  | 2007-2008 |
| Le Mans F. C. II    | Francia  | 2009      |
| Le Mans F. C.       | Francia  | 2009-2013 |
| Doxa Katokopias     | Chipre   | 2014      |
| C. D. Feirense      | Portugal | 2014-2016 |
| Moreirense F. C.    | Portugal | 2016-2018 |
| Rio Ave F. C.       | Portugal | 2018-2019 |
| Vitória Setúbal     | Portugal | 2019-2020 |
| U. D. Almería       | España   | 2020-2022 |
| S. D. Ponferradina  | España   | 2022-2023 |
| C. S. Marítimo      | Portugal | 2023      |
| S. C. Covilhã       | Portugal | 2024      |
| F. C. Iberia 1999   | Georgia  | 2024-     |

## Palmarés

### Títulos nacionales
| Título                      | Club             | País     | Año  |
| --------------------------- | ---------------- | -------- | ---- |
| Copa de la Liga de Portugal | Moreirense F. C. | Portugal | 2017 |